# Robert Fischell
Robert Fischell (New York, 1º gennaio 1929) è un fisico e inventore statunitense.
Proprietario di più di 200 brevetti medici, americani e stranieri, le sue invenzioni hanno portato alla creazione di numerose compagnie biomediche.
Nel 2005 ha vinto il Premio TED, per il quale ha ricevuto 100000 $ e tre desideri da esprimere, tra cui una commissione sull'affidabilità medica e un dispositivo per curare l'emicrania.
Il Dr. Fischell ha 3 figli, David, Tim e Scott Fischell. È sposato con Susan R. Fischell e vivono in Maryland.